# Mike Zahner
Mike Zahner (* 2000) ist ein Schweizer Unihockeyspieler, der beim Nationalliga-A-Verein UHC Waldkirch-St. Gallen unter Vertrag steht.